# Campionati del mondo di ciclismo su pista 2019 - Scratch maschile
La gara di scratch maschile ai campionati del mondo di ciclismo su pista si è svolta il 28 febbraio 2019, su un percorso di 60 giri per un totale di 15 km. È stata vinta dall'australiano Sam Welsford che ha completato la prova in 17'12" alla media di 52,302 km/h.

## Podio
| Pos.    | Atleta        | Nazionalità   |
| ------- | ------------- | ------------- |
| Oro     | Sam Welsford  | Australia     |
| Argento | Roy Eefting   | Paesi Bassi   |
| Bronzo  | Thomas Sexton | Nuova Zelanda |

## Risultati
| Posizione | Atleta               | Nazione       | Giri persi |
| --------- | -------------------- | ------------- | ---------- |
| 1         | Sam Welsford         | Australia     |            |
| 2         | Roy Eefting          | Paesi Bassi   |            |
| 3         | Thomas Sexton        | Nuova Zelanda |            |
| 4         | Christos Volikakis   | Grecia        |            |
| 5         | Rui Oliveira         | Portogallo    |            |
| 6         | Matthew Walls        | Gran Bretagna |            |
| 7         | Mauro Schmid         | Svizzera      |            |
| 8         | Guo Liang            | Cina          |            |
| 9         | Adrian Tekliński     | Polonia       |            |
| 10        | Michele Scartezzini  | Italia        |            |
| 11        | Moreno De Pauw       | Belgio        |            |
| 12        | Roman Gladysh        | Ucraina       |            |
| 13        | Adrien Garel         | Francia       |            |
| 14        | Adrian Hegyvary      | Stati Uniti   |            |
| 15        | Robert Gaineyev      | Kazakistan    |            |
| 16        | Maxim Piskunov       | Russia        |            |
| 17        | Patompob Phonarjthan | Thailandia    |            |
| 18        | Felix English        | Irlanda       |            |
| 19        | Yacine Chalel        | Algeria       |            |
| 20        | Stefan Matzner       | Austria       |            |
| 21        | Jaŭheni Karalëk      | Bielorussia   |            |
| 22        | Krisztián Lovassy    | Ungheria      |            |
| —         | Leung Ka Yu          | Hong Kong     | DNF        |
| —         | Nicolas Pietrula     | Rep. Ceca     | DNF        |

Nota: DNF ritirati